# 가짜 여대생
가짜 여대생은 한국에서 제작된 최훈 감독의 1965년 드라마 영화이다. 태현실 등이 주연으로 출연하였고 윤종욱 등이 제작에 참여하였다.

## 출연

### 주연
- 태현실
- 최정훈
- 황정순

## 제작진
- 조명: 이영수
- 미술: 원제래